# Woody Strode

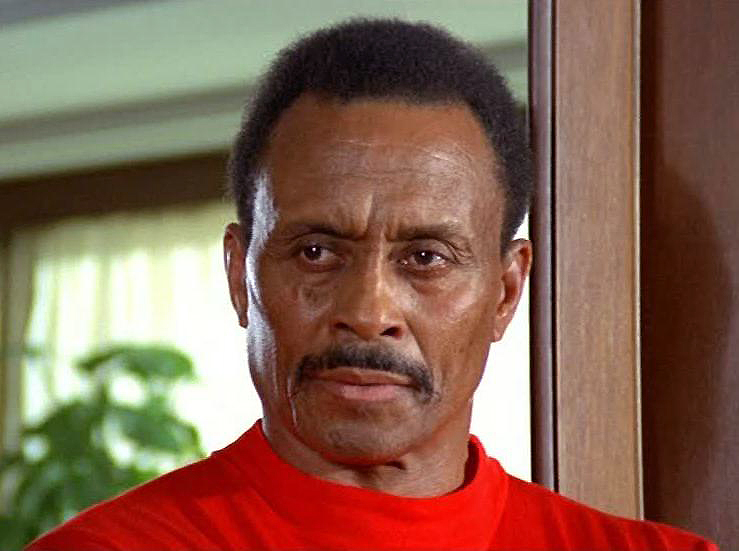
Woody Strode em The Italian Connection (1972).

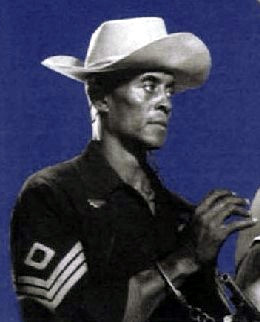
Woody Strode em Sergeant Rutledge (1960).

Woodrow Wilson Woolwine "Woody" Strode (Los Angeles, 25 de Julho de 1914 - Glendora, 31 de Dezembro de 1994) foi um atleta de decatlo e futebol americano, e um dos primeiros negros americanos a tornar-se actor. Foi nomeado para um Globo de Ouro para "Melhor Actor Secundário" pelo seu papel no filme Spartacus de 1960.

## Filmografia
- Sundown (1941)
- Star Spangled Rhythm (1942)
- No Time for Love (1943)
- The Lion Hunters (1951)
- Bride of the Gorilla (1951)
- African Treasure (1952)
- Caribbean (1952)
- Androcles and the Lion (1952)
- City Beneath the Sea (1953)
- Demetrius and the Gladiators (1954)
- Jungle Man-Eaters (1954)
- The Gambler from Natchez (1954)
- Jungle Gents (1954)
- Son of Sinbad (1955)
- Buruuba (1955)
- The Ten Commandments (1956)
- Tarzan's Fight for Life (1958)
- The Buccaneer (1958)
- Pork Chop Hill (1959)
- The Last Voyage (1960)
- Sergeant Rutledge (1960)
- Spartacus (1960)
- The Sins of Rachel Cade (1961)
- Two Rode Together (1961)
- The Man Who Shot Liberty Valance (1962)
- Tarzan's Three Challenges (1963)
- Genghis Khan (1965)
- 7 Women (1966)
- The Professionals (1966)
- Seduto alla sua destra, ou Black Jesus, ou Super Brother (1968)
- Shalako (1968)
- Once Upon a Time in the West (1968)
- Che! (1969)
- Boot Hill (1969)
- Chuck Moll (1970)
- Tarzan's Deadly Silence (1970)
- Scipio the African (1971)
- The Deserter (1971)
- The Last Rebel (1971)
- Tarzan and the Perils of Charity Jones (1971)
- Black Rodeo (1972) (documentário, narrador)
- The Revengers (1972)
- The Italian Connection (1972)
- The Gatling Gun (1973)
- We Are No Angels (1975)
- Loaded Guns (1975)
- Winterhawk (1975)
- Keoma (1976)
- The Million Dollar Fire (1976)
- Cowboy-San! (1977)
- Kingdom of the Spiders (1977)
- Ravagers (1979)
- Jaguar Lives! (1979)
- Cuba Crossing (1980)
- Scream (1981)
- Angkor: Cambodia Express (1982)
- Horror Safari (1982)
- Vigilante (1983)
- The Black Stallion Returns (1983)
- The Violent Breed (1984)
- The Final Executioner (1984)
- Jungle Warriors (1984)
- The Cotton Club (1984)
- Lust in the Dust (1985)
- A Gathering of Old Men (1987)
- Bronx Executioner (1989)
- Storyville (1992)
- Posse (1993)
- The Quick and the Dead (1995)